# St. Maria-Hilf-Krankenhaus
Das St. Maria-Hilf-Krankenhaus ist ein Krankenhaus im Bochumer Stadtteil Gerthe gehört zum Katholischen Klinikum Bochum (KKB). Schwerpunkte sind die Behandlung von Venenerkrankungen und die Schulung von pflegenden Angehörigen. Im Jahr 2018 wurden rd. 8.093 Patienten ambulant behandelt. Beschäftigt werden über 60 Mitarbeiter.

## Geschichte

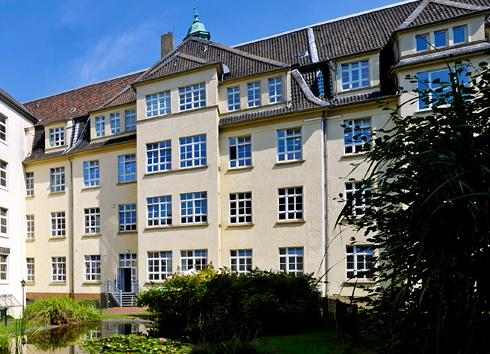
Rückansicht des Maria-Hilf Krankenhauses

Seit seiner Gründung durch Vertreter der örtlichen Kirchengemeinde im Jahr 1923 wurden im St. Maria-Hilf-Krankenhaus sämtliche Erkrankungen der Bewohner aus Gerthe und Umgebung behandelt.
Der Fortschritt der Medizin, die Alterung der Gesellschaft, Mehrfacherkrankungen und wirtschaftliche Notwendigkeiten sorgen seit einiger Zeit für eine Spezialisierung in der Krankenhauslandschaft. Vor diesem Hintergrund wurde die akut-geriatrische Abteilung im St. Maria-Hilf-Krankenhaus 1990 gegründet. Zunächst verfügte diese Abteilung über 41 Betten. Im Jahr 2005 wurde die Abteilung wegen der großen Nachfrage auf 80 Betten erweitert. nach dem Eintritt des Marien Hospitals Wattenscheid ins Katholische Klinikum Bochum wurde die Abteilung Ende 2016 ins Marien-Hospital Wattenscheid verlegt.
Im Jahre 2005 zog das Venenzentrum des St. Josef-Hospitals ins St. Maria Hilf-Krankenhaus um. Hier stehen ein Gebäude mit OP-Trakt, Ambulanz, Untersuchungsräumen und Station zur Verfügung. Es ist eine interdisziplinäre Einrichtung der Universitätsklinik für Dermatologie, Allergologie und Venerologie des St. Josef-Hospitals Bochum. Behandelt werden alle Formen von Venenerkrankungen. Das Venenzentrum gehört mit 10.000 ambulanten Patienten und 2000 Operationen zu den größten in Nordrhein-Westfalen.
Seit Januar 2006 steht das St. Maria-Hilf in der Trägerschaft der Katholisches Klinikum Bochum GmbH.
Der Abriss des Krankenhauses ist für 2025 geplant; lokale Initiativen haben einen Denkmalschutzantrag gestellt.

## Kliniken
- Venenzentrum